# 水雷母艦
水雷母艦（すいらいぼかん）とは、海軍における補助艦艇の一種である。駆逐艦または水雷艇から成る水雷戦隊に従って行動し、これらに対する弾薬・燃料・食料など諸種の補給を主任務とする。
また、水雷艇を搭載する軍艦（水雷艇母艦）も水雷母艦と呼称される。実例としてはフランスの「フードル」、イギリスの 「Vulcan」がある。

## 日本の水雷母艦
大日本帝国海軍においては輸送船から改装された「豊橋」が最初の水雷母艦として1898年（明治31年）3月に分類された。日露戦争では「豊橋」の他、「日光丸」、「熊野丸」、「春日丸」が特設水雷母艦として改装され運用された。日露戦争後には「豊橋」と「韓崎」が潜水母艦として改装されたが、区分上は水雷母艦のままであった。
1912年（大正元年）8月28日には海軍艦艇類別標準の改正により水雷母艦の類別は廃止された。このとき水雷母艦として残っていた「豊橋」と「韓崎」は二等海防艦へと類別変更されている。1920年（大正9年）4月1日には水雷母艦の類別が復活したため、「韓崎」は再び水雷母艦に類別変更された。1924年（大正13年）12月1日、水雷母艦の類別は潜水母艦に名称変更されている。
太平洋戦争期間中には「神風丸」、「神祥丸」、「日本海丸」、「首里丸」の4隻の貨客船が特設水雷母艦として改装され、運用された。